# 옥천초등학교 (여수시)
옥천초등학교는 대한민국 전라남도 여수시 화양면 옥적리 1423에 있었던 초등학교이다.

## 연혁
- 1948.03.15 옥천공립국민학교로 개교
- 1970.03.01 오대분교장 개교
- 1974.03.01 오대국민학교 분리
- 1983.03.01 병설유치원 개원
- 1990.03.01 오대분교장 편입
- 1999.02.19 제45회 졸업식(2823명)
- 1999.09.01 폐교(나진초등학교로 통합)